# Tibesti
Il Tibesti è la catena montuosa più elevata del deserto del Sahara. Di origine vulcanica, il massiccio montuoso è ubicato nel Sahara centrale e più precisamente nella regione di Borkou-Ennedi-Tibesti nella parte nord-occidentale del Ciad dove occupa una vasta area di forma grossomodo triangolare. Le pendici settentrionali del massiccio si estendono fino al territorio della Libia.
Il massiccio è caratterizzato da elevate pareti di roccia vulcanica scura modellata dall'erosione.
La vetta principale culmina con i 3415 metri del monte Emi Koussi, altre vette sono il Kegueur Terbi (3376 m), Tarso Taro (3325 m), il vulcano attivo Pic Tousside (3265 m), il Soborom (3100 m) e il Bikku Bitti (2267 m) in territorio libico.
Nel massiccio si ha un clima sensibilmente più umido di quello dell'area desertica circostante, le precipitazioni annue sulle aree più elevate sono stimate intorno ai 12 cm e l'escursione termica nell'arco della giornata è molto ampia.
L'area fu abitata dalle popolazioni Tebu che intrattenevano relazioni commerciali con Cartagine fin dal 500 a.C. Le montagne sono note per le loro pitture rupestri risalenti a epoche comprese fra il 5000 a.C. e il 3000 a.C. Nel massiccio si trovano diversi geyser e sorgenti di acqua calda, vi si trova inoltre un cratere vulcanico largo oltre 3 miglia ricoperto di sale bianchissimo.
Il principale centro abitato è Bardaï, centri minori sono Zouar e Aouzou.